# Hans Heyden (Instrumentenbauer)
Hans Heyden (getauft 19. Januar 1536 in Nürnberg; begraben 2. Oktober 1613 ebenda) war ein deutscher Kupferhändler, Musikinstrumentenbauer und Organist der späten Renaissance. 

## Leben und Wirken
Hans Heyden war der Sohn des Nürnberger Kantors Sebald Heyden und bekam eine ausgezeichnete Schulbildung in der Schule von St. Sebald, wo sein Vater Rektor war. Er entschied sich jedoch nicht für den Musikerberuf, sondern wurde ein angesehener und erfolgreicher Kaufmann. Am 21. Januar 1562 heiratete er Magdalena Kolb; aus der Ehe gingen sieben Söhne und vier Töchter hervor. Sein einträglicher Hauptberuf ließ ihm genügend Zeit, sich verschiedenen anderen Interessen zu widmen; dazu gehörten insbesondere Probleme der Mechanik und der Optik, speziell der Perspektive. Damit gewann Heyden die Gunst von Kaiser Rudolf II. (Amtszeit 1576–1612). Sein nebenberufliches Hauptinteresse galt jedoch der der Musik, und auf dem Gebiet des Orgelspiels hatte er eine professionelle Fertigkeit erreicht. Nachdem Georg Nöttelein, Organist an der Kirche St. Sebald, im Frühjahr 1567 verstorben war, konnte Hans Heyden im darauffolgenden Mai dieses Amt übernehmen, und er verpflichtete sich sogar von sich aus vertraglich dazu, das ihm zustehende Gehalt im ersten Jahr voll an die Witwe seines Vorgängers weiterzuleiten. In der Position an St. Sebald blieb Heyden bis März 1571; sein Nachfolger wurde Paul Lautensack (1539–1598). Von 1574 bis 1585 war er Organist an der Nürnberger Kirche St. Egidien.
Als Kaiser Maximilian II. im Juni und Dezember 1570 auf der Durchreise zur Krönung Nürnberg einen Besuch abstattete, übernahm Hans Heyden die Verpflichtung, sich bei jedem erwarteten Durchritt des Kaisers auf der Ehrenpforte der Stadt aufzuhalten und dort zu musizieren.  Neben anderen Gutachtern wurde auch Heyden zur Beurteilung von Orgeln herangezogen. Im Jahr 1568 war er für kurze Zeit Mitglied in der neu gegründeten Musikalischen Krentzleinsgesellschaft. 1582 ist er noch zum Mitglied des „größeren Rats“ von Nürnberg ernannt worden.

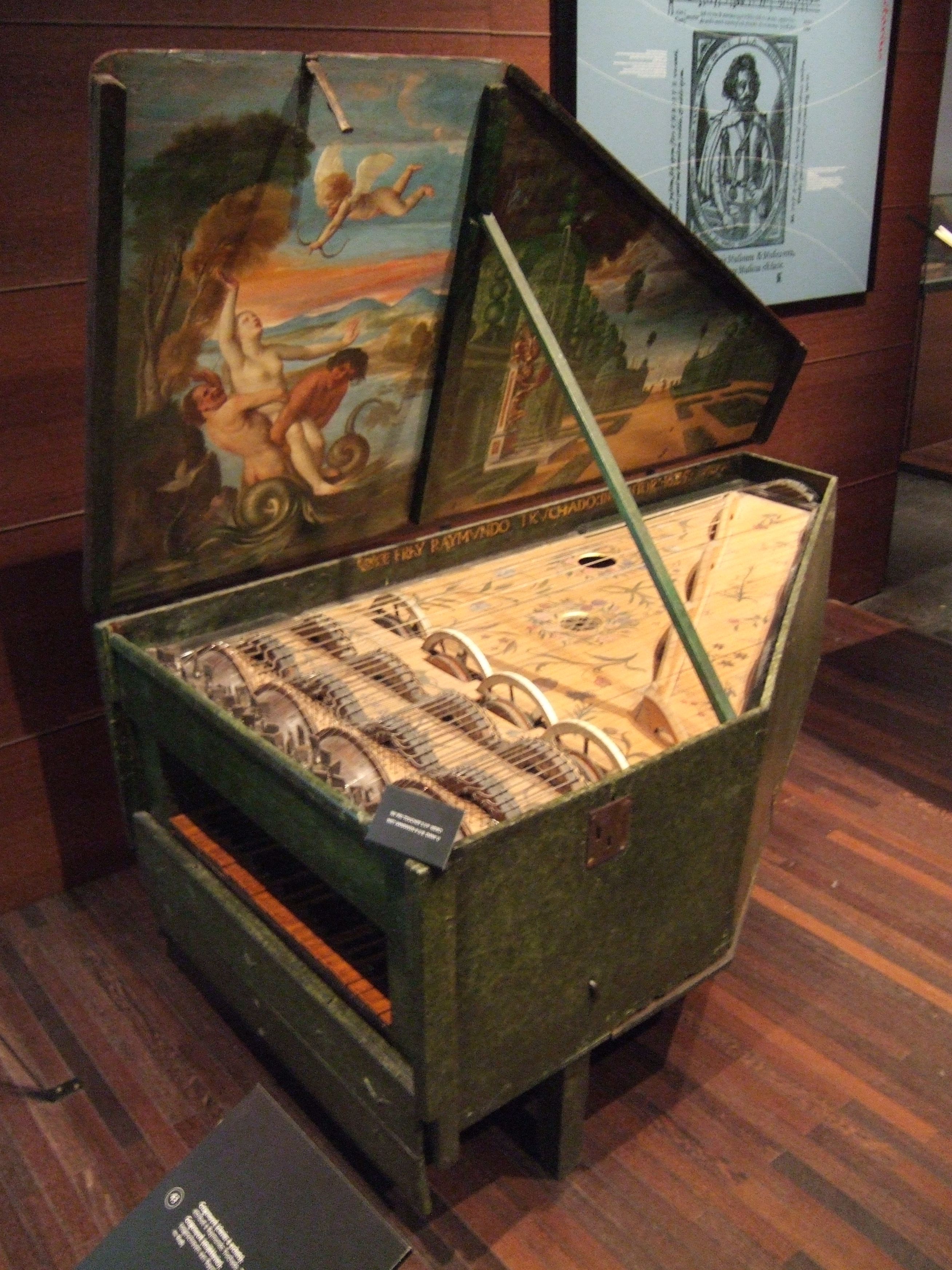
Geigenwerk (1625) von Raymundo Truchado im Brüsseler Instrumentenmuseum

In den 1570er Jahren konstruierte Hans Heyden das Geigeninstrument oder Geigenwerk, ein Ergebnis seiner technischen Liebhabereien, das allen späteren Streichklavieren als Vorbild diente. Das erste Instrument dieser Art wurde 1575 für Kurfürst August (Sachsen) fertiggestellt, der in Dresden lebte. Im darauf folgenden Jahr wurde dieses Instrument jedoch nach München gebracht und von Kurfürst August seinem bayerischen Kollegen, Herzog Albrecht V. vorgestellt, dem Dienstherrn von Orlando di Lasso. In der Folgezeit fuhr Heyden fort, seine Erfindung zu verbessern, welches vermutlich seine endgültige Gestalt erst zu Beginn des folgenden Jahrhunderts erreichte.

## Bedeutung
Hans Heyden soll etwa 20 Tabulaturbücher geschrieben haben; diese sind allerdings nicht überliefert.
Das von ihm konstruierte Geigenwerk oder Geigenklavizimbel wurde durch ein kaiserliches Privileg urheberrechtlich geschützt und machte seinen Erbauer in Deutschland bekannt. Etwas weniger als hundert Jahre zuvor gab es in dieser Richtung schon einen Versuch von Leonardo da Vinci, der aber weniger erfolgreich war. Heyden gelang es mit seinem Modell, den etwas starren Klang eines Cembalos durch Annäherung an den Klang eines Streichinstruments und an die menschliche Stimme trag- und ausdrucksfähiger zu machen. Das Instrument ist ähnlich wie ein Cembalo gebaut; zusätzlich wird mit beiden Füßen über Pedale ein großes Schwungrad angetrieben. Dessen Bewegung überträgt sich wiederum auf mehrere kleine pergamentbezogene Räder, die mit Kolophonium überzogen sind, und bringt auf diese Weise wie bei einer Drehleier die betreffenden Saiten in Schwingung. Im Unterschied zum Cembalo kann hier die Tonstärke durch die Art des Tastenanschlags beeinflusst werden; darüber hinaus klingt ein angeschlagener Ton ähnlich wie bei einer Orgel so lange, wie die betreffende Taste gedrückt bleibt.
Der Erbauer hat die Vorzüge seines Instruments in einer Schrift dargelegt, die mehrere Auflagen erlebte. Nicht überliefert ist die erste Auflage mit dem Titel Commentatio de musicale instrumento, spätestens 1605 erschienen, eine lateinische Übersetzung der deutsch verfassten Abhandlung Musicale instrumentum reformatum, von der nur die 2. Auflage (1610) erhalten geblieben ist. Die Beschreibung bei Michael Praetorius mit der Bezeichnung Nürmbergisch Geigenwerck stammt weitgehend aus Heydens Musicale instrumentum reformatum. Im Rathaus von Nürnberg gab es ein Geigenwerk, das zuletzt im Jahr 1722 repariert wurde. Darüber hinaus gibt es eine lange verschollen gewesene Schrift Triumph der hochgelobten himmlischen kunstreichen Musica aus dem Jahr 1607, eine von Hand gezeichnete und beschriftete Pergament-Miniatur, die aus mehreren Einzelblättern zusammengeklebt war und auf diesem Wege ein einheitliches Bild liefert. Hier ist ein Triumphwagen zu erkennen, der auf eine Ehrenpforte zufährt. In dem Musikinstrumenten-Museum in Brüssel steht ein Geigenwerk, das im Jahr 1625 von Raymundo Truchado in Spanien erbaut wurde; dieses ist allerdings nicht mehr spielbar.

## Schriften
- Commentatio de musicale instrumento, Nürnberg 1605
- Triumph der hochgelobten himmlischen kunstreichen Musica, Nürnberg 1607, handschriftliche Pergament-Miniatur, unvollständig
- Musicale instrumentum reformatum, Nürnberg 1610